# Strada Șepcari
El carrer Strada Șepcari es troba al centre històric de Bucarest, al sector 3. Està orientat de nord-est a sud-oest i té una longitud de 130 metres entre el bulevard Ion C. Brătianu i el carrer Francès.
El nom del carrer prové de la paraula hatter, una persona que fabrica i ven barrets, que mostra quin tipus de comerç feien els comerciants que solien comprar aquí.